# Автогород (журнал)
Автогород — український російськомовний, спочатку щотижневий а потім щомісячний, автомобільний журнал, що видавався з травня 2003 року до липня 2008 року.
Журнал росповсюджувався переважно у південному регіоні України, у Миколаївській, Одеській та Херсонській областях. За час існування журналу видано 152 номери.
«Автогород» був першим регіональним автомобільним виданням що проводив власні тест-драйви автомобілів та використовував переважно власті фотографії. Редакція журналу була організатором та учасником багатьох автомобільних заходів: автоспортивних змагань, виставок, пробігів та ін.
Ціна — 5 грн. (станом на 2008-й рік)
Наклад близько 6 000 примірників (станом на 2008-й рік).